# Giovanni Fischietti
Giovanni Fischietti (Napoli, 27 marzo 1692 – Napoli, 17 febbraio 1743) è stato un docente e compositore italiano, padre del più celebre Domenico Fischietti, anch'egli musicista, fu prevalentemente noto come compositore di acclamate opere buffe nello stile napoletano.

## Biografia
Giovanni Fischietti, talvolta chiamato Fischetti, era padre del più noto Domenico Fischietti, anch’egii maestro di cappella e compositore; nacque a Napoli il 27 marzo 1692. Studiò presso il Conservatorio di Santa Maria di Loreto di Napoli dove fu allievo di Gaetano Veneziano e dove, dal 1735, fu chiamato ad insegnare quale supplente di  Francesco Mancini; alla morte di quest’ultimo, nel 1737 sperava di succedergli, ma gli fu preferito Nicola Porpora. Ne seguì una lunga controversia con il conservatorio che si protrasse per anni senza esito positivo.Frattanto, nominato organista della  Cappella reale, vi rimase in carica fino alla morte.
Si dedicò soprattutto alla composizione di opere buffe nello stile napoletano che incontrarono buon successo; compose anche alcune cantate per voce e clavicembalo.  Morì a Napoli il 17 febbraio 1743.

## Composizioni

### Opere  buffe
- “La somiglianza”, libretto di Bernardo Saddumene, Roma 1729;
- “La costanza”, libretto di Bernardo Saddumene, Roma 1729;
- “Il finto fratello”, libretto di Gennaro Antonio Federico, Napoli 1730;
- “La tresca”, libretto di anonimo, Roma 1731;
- “Il barone della Trocciola”, libretto di Tommaso Mariani, Roma 1736.

### Cantate
- “Augelletti che cantate” su parole di Isabella Settimo, 1736;
- “Da le sfere ruotanti” su parole di Isabella Settimo, 1736;

Entrambe furono ricomprese nella raccolta “Cantatas for single voice with a bas for harpsichord”, e conservate in manoscritto presso la British Library di Londra.
(Ref.: Additioned Manuscripts 14109 e 14229).

### Annotazioni
1. ↑  Altre fonti lo farebbero nato da Bartolomeo ad Altavilla Irpina.

### Fonti
1. ↑   giovanni fischietti, su sanpellegrinom.it. URL consultato il 28 marzo 2024.
2. 1 2   Raoul Meloncelli, Domenico Fischietti, in Dizionario biografico degli italiani, vol. 48, Roma, Istituto dell'Enciclopedia Italiana, 1997. URL consultato il 29 marzo 2024.